# Blåoxe
Blåoxe (Platycerus caraboides) är en skalbagge som hör till familjen ekoxbaggar.

## Kännetecken
Blåoxehanen är metalliskt blåglänsande medan honan är grönglänsande. Skalbaggen är 9 till 13 millimeter lång.

## Utbredning
Blåoxen finns i stora delar av Europa och i västra Asien. I Sverige hittar man den från Skåne till Medelpad.

## Levnadssätt
Skalbaggen är aktiv på dagen och äter blad och knoppar. Larven lever på murken ved, gärna på bok och ek men även på andra lövträd.